# Tournoi masculin de water-polo aux Jeux olympiques d'été de 2024
Cet article traite de l'épreuve masculine. Pour la compétition féminine, voir Tournoi féminin de water-polo aux Jeux olympiques d'été de 2024.
Navigation
Tokyo 2020 Los Angeles 2028
Le tournoi masculin de water-polo aux Jeux olympiques d'été de 2024 a lieu au Centre aquatique olympique et à la Paris La Défense Arena à Nanterre, du 28 juillet au 11 août 2024. Il s'agit de la vingt-neuvième édition de cette compétition depuis son apparition au programme olympique lors des Jeux de 1900.
Les fédérations affiliées à World Aquatics participent par le biais de leur équipe masculine aux épreuves de qualification. Onze équipes rejoignent ainsi la France, nation hôte de la compétition, pour s'affronter lors du tournoi final.

## Préparation de l'évènement

### Désignation du pays hôte
La commission exécutive du Comité international olympique a sélectionné en décembre 2016 deux villes candidates officielles parmi une liste de cinq villes postulant à la candidature. Les deux villes retenues (Los Angeles et Paris) ont alors entamé la deuxième phase de la procédure.
À l'issue de celle-ci, le 13 septembre 2017 à Lima, au Pérou, après avoir étudié les dossiers de chaque ville, le jury décide, en raison de la qualité des deux candidatures, de désigner Paris comme ville hôte des Jeux olympiques de 2024 et Los Angeles pour ceux de 2028.

### Lieux des compétitions
Deux piscines sont retenues pour le tournoi de water-polo : le Centre aquatique olympique situé dans le quartier de La Plaine Saint-Denis à Saint-Denis, au nord-est de Paris, et la Paris La Défense Arena à Nanterre.
Le Centre aquatique olympique, construit spécifiquement à l'occasion de ces Jeux pour accueillir les épreuves de natation artistique, de plongeon et de waterpolo, reçoit l'ensemble des matchs du premier tour. De son côté la Paris La Défense Arena, antre du club de rugby du Racing 92, se voit doter de deux bassins temporaires de 50 mètres : l'un dédié aux entraînements et l'autre servant pour la phase finale des tournois olympiques.
Du 3 au 10 mai 2024, le Centre aquatique olympique abrite plusieurs compétitions tests permettant aux athlètes de se familiariser avec les installations avant le coup d'envoi officiel des Jeux olympiques. À cette occasion, une rencontre internationale féminine de water-polo est organisée le 6 mai entre l'équipe de France et celle des États-Unis, rencontre qui s'est soldée par une victoire américaine sur le score de 12 à 6.
| Nanterre                                          | \| Paris La Défense Arena Centre aquatique olympique \| | Saint-Denis                                   |
| Paris La Défense Arena                            | \| Paris La Défense Arena Centre aquatique olympique \| | Centre aquatique olympique                    |
| Capacité: 15 220                                  | \| Paris La Défense Arena Centre aquatique olympique \| | Capacité: 5 000                               |
| Vue extérieure de la Paris La Défense Arena.      | \| Paris La Défense Arena Centre aquatique olympique \| | Vue intérieure du Centre aquatique olympique. |
| Paris La Défense Arena Centre aquatique olympique |                                                         |                                               |

## Acteurs du tournoi

### Équipes qualifiées
Chaque Comité national olympique peut engager une seule équipe dans la compétition. Les épreuves qualificatives du tournoi masculin de water-polo des Jeux olympiques se déroulent de juillet 2023 à février 2024. En tant que pays hôte, la France est qualifiée d'office, tandis que les autres équipes passent par différents modes de qualifications mondiales et continentales.
Sur les onze places restantes, deux sont attribuées à la suite des vingtième Championnats du monde, qui se sont déroulés à Fukuoka, au Japon, en juillet 2023. Les deux confédérations nationales les mieux classées lors de cet événement se voient chacune octroyer une place de quota pour leur Comité national olympique respectif. À cet égard, la Hongrie et la Grèce, respectivement vainqueur et finaliste de cette compétition, bénéficient de ces quotas.

Équipes qualifiées pour les tournois masculin et féminin
Équipes qualifiées pour le tournoi masculin
Équipes qualifiées pour le tournoi féminin

Trois autres places sont attribuées via des tournois de qualification continentaux concernant les Amériques, l'Asie et l'Europe. La sélection la mieux classée dans chaque tournoi continental obtient une place de quota. Si l'équipe est déjà qualifié, la place est attribuée à la nation suivante la mieux classée. Ainsi, les places sont donc allouées aux équipes de Japon, des États-Unis et d'Espagne, respectivement vainqueurs de leur compétition qualificative.
Six places supplémentaires sont attribuées lors des Championnats du monde 2024. Les quatre première aux quatre confédérations nationales les mieux classées n'étant pas encore qualifiées pour le tournoi olympique. Respectivement vainqueur, finaliste, sixième et huitième de la compétition, la Croatie, l'Italie, la Serbie et le Monténégro décrochent leur quota. Enfin les deux dernières places qualificatives sont attribuées à la meilleure sélection océanienne et africaine de ces Championnats du monde, à savoir l'Australie et l'Afrique du Sud. Cependant, malgré cette qualification, le Comité olympique sud-africain annonce renoncer au quota acquis en raison de restrictions financières et de difficultés logistiques. Par conséquent, la place de quota est réattribuée à l'équipe de Roumanie qui a terminé dixième des mondiaux.
| Compétition                          | Date                       | Lieu            | Places | Qualifiés                                 | Dernière participation |
| ------------------------------------ | -------------------------- | --------------- | ------ | ----------------------------------------- | ---------------------- |
| Pays organisateur                    |                            |                 | 1      | France                                    | 2016                   |
| Championnats du monde 2023           | 17-29 juillet 2023         | Fukuoka, Japon  | 2      | Hongrie Grèce                             | 2020                   |
| Jeux asiatiques de 2022              | 2-7 octobre 2023           | Hangzhou, Chine | 1      | Japon                                     | 2020                   |
| Jeux panaméricains de 2023           | 30 octobre-4 novembre 2023 | Santiago, Chili | 1      | États-Unis                                | 2020                   |
| Championnat d'Europe 2024            | 4-16 janvier 2024          | Croatie         | 1      | Espagne                                   | 2020                   |
| Championnats du monde 2024           | 4-17 février 2024          | Doha, Qatar     | 5      | Serbie Croatie Monténégro Italie Roumanie | 2020 2012              |
| Championnats du monde 2024 (Afrique) | 4-17 février 2024          | Doha, Qatar     | 1      | Afrique du Sud                            | 2020                   |
| Championnats du monde 2024 (Océanie) | 4-17 février 2024          | Doha, Qatar     | 1      | Australie                                 | 2020                   |
| Total                                |                            |                 | 12     |                                           |                        |

### Joueurs
Le tournoi masculin est un tournoi international sans aucune restriction d'âge lors duquel chaque équipe peut présenter une liste de treize joueurs.

### Arbitres
Le 11 mars 2024, la Fédération internationale de natation a sélectionné vingt-quatre arbitres pour les deux tournois masculin et féminin :
| - ROU Adrian Alexandrescu - FRA Aurély Blanchard - ESP Marta Cabanas - ITA Rafaele Colombo - HUN Nóra Debreceni - FRA Sébastien Dervieux | - ITA Alessia Ferrari - CRO Andrej Franulović - ESP David Gomez - AUS Nicholas Hodgers - HUN Tamás Kovács - JPN Chisato Kurosaki | - USA Jennifer McCall - SLO Boris Margeta - GRE Natalia Markopoulou - EGY Yasser Ali Mehalhel - MNE Veselin Mišković - GER Frank Ohme | - CAN Héléne Painchaud - SRB Voijin Putniković - USA Darren Spiritosanto - GRE Georgios Stavridis - CHN Zhang Liang - NED Michiel Zwart |

Seulement sept d'entre-eux ont également officié lors des précédents tournois olympiques en 2020. Il s'agit du Roumain Adrian Alexandrescu, du Français Sébastien Dervieux, du Slovène Boris Margeta, de l' Allemand Frank Ohme, du Grec Georgios Stavridis, du Chinois Zhang Liang et du Néerlandais Michiel Zwart.

## Tirage au sort

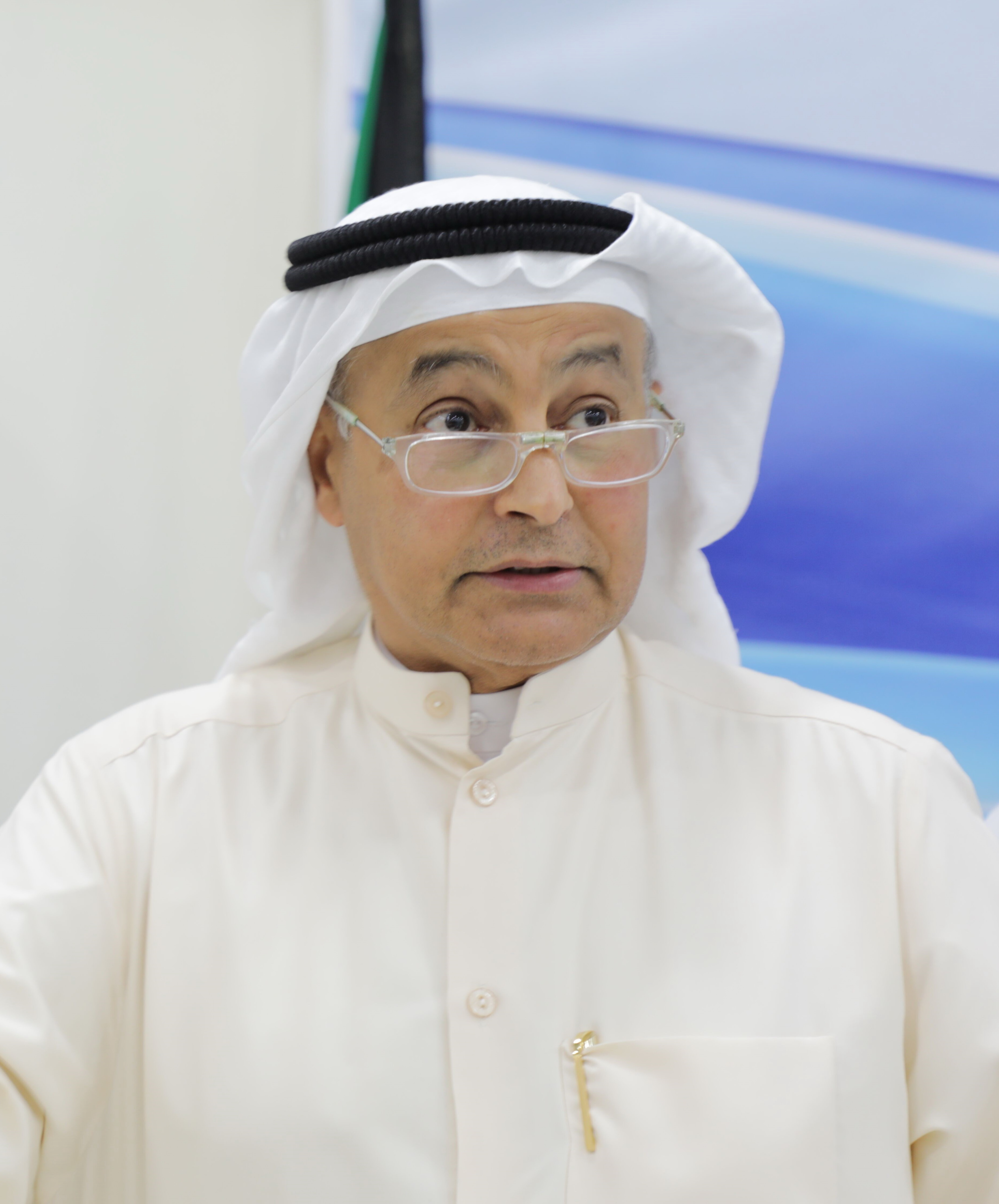
Le président de World Aquatics, Husain Al-Musallam, présent lors du tirage au sort.

Le tirage au sort, qui s'est tenu le 17 février 2024 à Doha, au Qatar, en marge des Championnats du monde 2024, a été réalisé par Juliette Dhalluin et Louise Guillet, deux joueuses de l'équipe de France féminine, représentant ainsi la nation hôte des Jeux. Les douze équipes participantes ont été réparties en deux groupes, chacun comprenant six sélections.
Avant le tirage au sort, les nations qualifiées ont été réparties dans des pots selon leur mode de qualification. En tête du pot 1 figuraient la Hongrie et la Grèce, les premières équipes à s'être qualifiées. La Croatie et l'Espagne ont été placées dans le pot 2. Le pot 3 a accueilli l'Australie et les États-Unis, tandis que le pot 4 a été assigné au Japon et à la Roumanie et le pot 5 à l'Italie et à la Serbie. Enfin, l'équipe de France, qualifiée d'office en tant que nation hôte, et le Monténégro ont été intégrés au pot 6.
Le président de World Aquatics, Husain Al-Musallam, a réagi au tirage au sort en faisant part de son impatience pour « ce qui sera une célébration mondiale du sport, avec des fans qui rempliront les tribunes ou qui suivront à travers le monde les meilleures équipes de water-polo au monde ».
| Pot 1   | Pot 2   | Pot 3      | Pot 4    | Pot 5  | Pot 6      |
| ------- | ------- | ---------- | -------- | ------ | ---------- |
| Hongrie | Croatie | Australie  | Japon    | Italie | Monténégro |
| Grèce   | Espagne | États-Unis | Roumanie | Serbie | France     |

| Groupe A        | Groupe B       |
| --------------- | -------------- |
| (A1) Grèce      | (B1) Hongrie   |
| (A2) Croatie    | (B2) Espagne   |
| (A3) États-Unis | (B3) Australie |
| (A4) Roumanie   | (B4) Japon     |
| (A5) Italie     | (B5) Serbie    |
| (A6) Monténégro | (B6) France    |

## Phase de groupes
Les douze équipes qualifiées sont réparties en deux groupes de six. Chaque équipe marque deux points en cas de victoire, un point en cas de match nul et zéro point en cas de défaite.
Pour départager les équipes à la fin des matchs de poule, en cas d'égalité de points, le CIO a décidé d'appliquer les critères de la FINA. Les équipes sont départagées suivant les critères suivants (dans l'ordre) :
1. résultat des matchs particuliers ;
2. différence entre buts marqués et encaissés entre les équipes concernées ;
3. Plus grand nombre de buts marqués ;
4. différence entre buts marqués et encaissés de tous les matchs joués ;

Les 4 premiers de chaque groupe sont qualifiés pour les quarts de finale ; les 2 derniers sont éliminés.

### Groupe A
|   | Équipe     | Pts | J | G | Gtab | Ptab | P | Bp | Bc | Diff | Dép |
| - | ---------- | --- | - | - | ---- | ---- | - | -- | -- | ---- | --- |
| 1 | Grèce      | 11  | 5 | 3 | 1    | 0    | 1 | 61 | 52 | 9    | +1  |
| 2 | Italie     | 11  | 5 | 3 | 1    | 0    | 1 | 60 | 43 | 17   | -1  |
| 3 | États-Unis | 9   | 5 | 3 | 0    | 0    | 2 | 59 | 51 | 8    | +3  |
| 4 | Croatie    | 9   | 5 | 3 | 0    | 0    | 2 | 58 | 57 | 1    | -3  |
| 5 | Monténégro | 5   | 5 | 1 | 0    | 2    | 2 | 45 | 50 | -5   | /   |
| 6 | Roumanie   | 0   | 5 | 0 | 0    | 0    | 5 | 37 | 67 | -30  | /   |

| 28 juillet          | Italie            | 12 – 8               | États-Unis |                                                                                   |                                                                                   |
| 15 h 00 (UTC+02:00) | trois joueurs (2) | (4-2, 1-1, 4-1, 3-4) | Daube (3)  | Centre aquatique olympique, Saint-Denis Arbitrage : Tamás Kovács Vojin Putniković | Centre aquatique olympique, Saint-Denis Arbitrage : Tamás Kovács Vojin Putniković |
| 15 h 00 (UTC+02:00) | Rapport           |                      |            | Centre aquatique olympique, Saint-Denis Arbitrage : Tamás Kovács Vojin Putniković | Centre aquatique olympique, Saint-Denis Arbitrage : Tamás Kovács Vojin Putniković |

| 28 juillet          | Croatie     | 11 – 8               | Monténégro |                                                                               |                                                                               |
| 16 h 35 (UTC+02:00) | Fatović (3) | (3-1, 2-4, 3-1, 3-2) | Đurđić (3) | Centre aquatique olympique, Saint-Denis Arbitrage : David Gómez Boris Margeta | Centre aquatique olympique, Saint-Denis Arbitrage : David Gómez Boris Margeta |
| 16 h 35 (UTC+02:00) | Rapport     |                      |            | Centre aquatique olympique, Saint-Denis Arbitrage : David Gómez Boris Margeta | Centre aquatique olympique, Saint-Denis Arbitrage : David Gómez Boris Margeta |

| 28 juillet          | Roumanie              | 7 – 14               | Grèce            |                                                                               |                                                                               |
| 21 h 05 (UTC+02:00) | Georgescu, Neamțu (2) | (2-4, 3-5, 1-2, 1-3) | Argyropoulos (4) | Centre aquatique olympique, Saint-Denis Arbitrage : Zhang Liang Michiel Zwart | Centre aquatique olympique, Saint-Denis Arbitrage : Zhang Liang Michiel Zwart |
| 21 h 05 (UTC+02:00) | Rapport               |                      |                  | Centre aquatique olympique, Saint-Denis Arbitrage : Zhang Liang Michiel Zwart | Centre aquatique olympique, Saint-Denis Arbitrage : Zhang Liang Michiel Zwart |

| 30 juillet          | Croatie | 11 – 14              | Italie |                                         |                                         |
| 12 h 05 (UTC+02:00) |         | (4-3, 2-3, 3-6, 2-2) |        | Centre aquatique olympique, Saint-Denis | Centre aquatique olympique, Saint-Denis |

| 30 juillet          | États-Unis | 14 – 8 | Roumanie |                                         |                                         |
| 16 h 35 (UTC+02:00) |            |        |          | Centre aquatique olympique, Saint-Denis | Centre aquatique olympique, Saint-Denis |

| 30 juillet          | Monténégro      | 16 – 17 4-5 t. a. b. | Grèce |                                         |                                         |
| 19 h 30 (UTC+02:00) |                 | (4-2, 3-3, 2-3, 3-4) |       | Centre aquatique olympique, Saint-Denis | Centre aquatique olympique, Saint-Denis |
| 19 h 30 (UTC+02:00) | Tirs au but 4-5 |                      |       | Centre aquatique olympique, Saint-Denis | Centre aquatique olympique, Saint-Denis |

| 1er août            | Grèce   | 13 – 11 | États-Unis |                                         |                                         |
| 10 h 30 (UTC+02:00) |         |         |            | Centre aquatique olympique, Saint-Denis | Centre aquatique olympique, Saint-Denis |
| 10 h 30 (UTC+02:00) | Rapport |         |            | Centre aquatique olympique, Saint-Denis | Centre aquatique olympique, Saint-Denis |

| 1er août            | Italie          | 11 – 9 3-1 t. a. b.  | Monténégro |                                         |                                         |
| 16 h 35 (UTC+02:00) |                 | (2-2, 2-2, 3-3, 1-1) |            | Centre aquatique olympique, Saint-Denis | Centre aquatique olympique, Saint-Denis |
| 16 h 35 (UTC+02:00) | Rapport         |                      |            | Centre aquatique olympique, Saint-Denis | Centre aquatique olympique, Saint-Denis |
| 16 h 35 (UTC+02:00) | Tirs au but 3-1 |                      |            | Centre aquatique olympique, Saint-Denis | Centre aquatique olympique, Saint-Denis |

| 1er août            | Roumanie | 8 – 11 | Croatie |                                         |                                         |
| 19 h 30 (UTC+02:00) |          |        |         | Centre aquatique olympique, Saint-Denis | Centre aquatique olympique, Saint-Denis |
| 19 h 30 (UTC+02:00) | Rapport  |        |         | Centre aquatique olympique, Saint-Denis | Centre aquatique olympique, Saint-Denis |

| 3 août              | Croatie | 14 – 13 | Grèce |                                         |                                         |
| 12 h 05 (UTC+02:00) |         |         |       | Centre aquatique olympique, Saint-Denis | Centre aquatique olympique, Saint-Denis |

| 3 août              | Monténégro | 7 – 12 | États-Unis |                                         |                                         |
| 16 h 35 (UTC+02:00) |            |        |            | Centre aquatique olympique, Saint-Denis | Centre aquatique olympique, Saint-Denis |

| 3 août              | Italie | 18 – 7 | Roumanie |                                         |                                         |
| 21 h 05 (UTC+02:00) |        |        |          | Centre aquatique olympique, Saint-Denis | Centre aquatique olympique, Saint-Denis |

| 5 août              | Grèce | 9 – 8 | Italie |                                  |                                  |
| 15 h 10 (UTC+02:00) |       |       |        | Paris La Défense Arena, Nanterre | Paris La Défense Arena, Nanterre |

| 5 août              | Croatie | 11 – 14              | États-Unis |                                  |                                  |
| 18 h 30 (UTC+02:00) |         | (2-5, 3-5, 2-1, 4-3) |            | Paris La Défense Arena, Nanterre | Paris La Défense Arena, Nanterre |

| 5 août              | Roumanie | 7 – 10 | Monténégro |                                  |                                  |
| 21 h 40 (UTC+02:00) |          |        |            | Paris La Défense Arena, Nanterre | Paris La Défense Arena, Nanterre |

### Groupe B
|   | Équipe    | Pts | J | G | Gtab | Ptab | P | Bp | Bc | Diff | Dép |
| - | --------- | --- | - | - | ---- | ---- | - | -- | -- | ---- | --- |
| 1 | Espagne   | 15  | 5 | 5 | 0    | 0    | 0 | 67 | 39 | 28   | /   |
| 2 | Australie | 9   | 5 | 3 | 0    | 0    | 2 | 44 | 42 | 2    | +1  |
| 3 | Hongrie   | 9   | 5 | 3 | 0    | 0    | 2 | 62 | 54 | 8    | -1  |
| 4 | Serbie    | 6   | 5 | 2 | 0    | 0    | 3 | 58 | 63 | -5   | /   |
| 5 | France    | 3   | 5 | 1 | 0    | 0    | 4 | 50 | 60 | -10  | +1  |
| 6 | Japon     | 3   | 5 | 1 | 0    | 0    | 4 | 60 | 83 | -23  | -1  |

#### Matchs
| 28 juillet          | Australie              | 5 – 9                | Espagne      |                                                                                            |                                                                                            |
| 10 h 30 (UTC+02:00) | Lambie, Maksimovic (2) | (1-2, 2-3, 1-3, 1-1) | Munárriz (3) | Centre aquatique olympique, Saint-Denis Arbitrage : Georgios Stavridis Darren Spiritosanto | Centre aquatique olympique, Saint-Denis Arbitrage : Georgios Stavridis Darren Spiritosanto |
| 10 h 30 (UTC+02:00) | Rapport                |                      |              | Centre aquatique olympique, Saint-Denis Arbitrage : Georgios Stavridis Darren Spiritosanto | Centre aquatique olympique, Saint-Denis Arbitrage : Georgios Stavridis Darren Spiritosanto |

| 28 juillet          | Serbie     | 16 – 15              | Japon     |                                                                                      |                                                                                      |
| 12 h 05 (UTC+02:00) | Mandić (7) | (4-4, 3-4, 5-3, 4-4) | Inaba (6) | Centre aquatique olympique, Saint-Denis Arbitrage : Rafaele Colombo Veselin Mišković | Centre aquatique olympique, Saint-Denis Arbitrage : Rafaele Colombo Veselin Mišković |
| 12 h 05 (UTC+02:00) | Rapport    |                      |           | Centre aquatique olympique, Saint-Denis Arbitrage : Rafaele Colombo Veselin Mišković | Centre aquatique olympique, Saint-Denis Arbitrage : Rafaele Colombo Veselin Mišković |

| 28 juillet          | France      | 12 – 13              | Hongrie     |                                                                                           |                                                                                           |
| 19 h 30 (UTC+02:00) | Vernoux (4) | (1-5, 4-4, 2-1, 5-3) | Vigvári (3) | Centre aquatique olympique, Saint-Denis Arbitrage : Adrian Alexandrescu Andrej Franulović | Centre aquatique olympique, Saint-Denis Arbitrage : Adrian Alexandrescu Andrej Franulović |
| 19 h 30 (UTC+02:00) | Rapport     |                      |             | Centre aquatique olympique, Saint-Denis Arbitrage : Adrian Alexandrescu Andrej Franulović | Centre aquatique olympique, Saint-Denis Arbitrage : Adrian Alexandrescu Andrej Franulović |

| 30 juillet          | Australie | 8 – 3 | Serbie |                                         |                                         |
| 10 h 30 (UTC+02:00) |           |       |        | Centre aquatique olympique, Saint-Denis | Centre aquatique olympique, Saint-Denis |

| 30 juillet          | Japon | 13 – 14 | France |                                         |                                         |
| 15 h 00 (UTC+02:00) |       |         |        | Centre aquatique olympique, Saint-Denis | Centre aquatique olympique, Saint-Denis |

| 30 juillet          | Espagne | 10 – 7 | Hongrie |                                         |                                         |
| 21 h 05 (UTC+02:00) |         |        |         | Centre aquatique olympique, Saint-Denis | Centre aquatique olympique, Saint-Denis |

| 1er août            | Espagne | 15 – 11 | Serbie |                                         |                                         |
| 12 h 05 (UTC+02:00) |         |         |        | Centre aquatique olympique, Saint-Denis | Centre aquatique olympique, Saint-Denis |
| 12 h 05 (UTC+02:00) | Rapport |         |        | Centre aquatique olympique, Saint-Denis | Centre aquatique olympique, Saint-Denis |

| 1er août            | France  | 8 – 9 | Australie |                                         |                                         |
| 15 h 00 (UTC+02:00) |         |       |           | Centre aquatique olympique, Saint-Denis | Centre aquatique olympique, Saint-Denis |
| 15 h 00 (UTC+02:00) | Rapport |       |           | Centre aquatique olympique, Saint-Denis | Centre aquatique olympique, Saint-Denis |

| 1er août            | Hongrie | 17 – 10 | Japon |                                         |                                         |
| 21 h 05 (UTC+02:00) |         |         |       | Centre aquatique olympique, Saint-Denis | Centre aquatique olympique, Saint-Denis |
| 21 h 05 (UTC+02:00) | Rapport |         |       | Centre aquatique olympique, Saint-Denis | Centre aquatique olympique, Saint-Denis |

| 3 août              | Espagne | 23 – 8 | Japon |                                         |                                         |
| 10 h 30 (UTC+02:00) |         |        |       | Centre aquatique olympique, Saint-Denis | Centre aquatique olympique, Saint-Denis |

| 3 août              | Australie | 9 – 8 | Hongrie |                                         |                                         |
| 15 h 00 (UTC+02:00) |           |       |         | Centre aquatique olympique, Saint-Denis | Centre aquatique olympique, Saint-Denis |

| 3 août              | Serbie | 15 – 8 | France |                                         |                                         |
| 19 h 30 (UTC+02:00) |        |        |        | Centre aquatique olympique, Saint-Denis | Centre aquatique olympique, Saint-Denis |

| 5 août              | Hongrie | 17 – 13 | Serbie |                                  |                                  |
| 12 h 00 (UTC+02:00) |         |         |        | Paris La Défense Arena, Nanterre | Paris La Défense Arena, Nanterre |

| 5 août              | Australie | 13 – 14 | Japon |                                  |                                  |
| 13 h 35 (UTC+02:00) |           |         |       | Paris La Défense Arena, Nanterre | Paris La Défense Arena, Nanterre |

| 5 août              | France | 8 – 10 | Espagne |                                  |                                  |
| 20 h 05 (UTC+02:00) |        |        |         | Paris La Défense Arena, Nanterre | Paris La Défense Arena, Nanterre |

## Phase finale
|  | Quarts de finale                       | Quarts de finale                       |                                         |                                         | Demi-finales                      | Demi-finales                      |   |  | Finale                                  | Finale                                  |
|  | Quarts de finale                       | Quarts de finale                       |                                         |                                         | Demi-finales                      | Demi-finales                      |   |  | Finale                                  | Finale                                  |
|  |                                        |                                        |                                         |                                         |                                   |                                   |   |  |                                         |                                         |
|  | 7 août à 15h35, Paris La Défense Arena | 7 août à 15h35, Paris La Défense Arena |                                         |                                         | 9 août à , Paris La Défense Arena | 9 août à , Paris La Défense Arena |   |  | 11 août à 14h00, Paris La Défense Arena | 11 août à 14h00, Paris La Défense Arena |
|  | 7 août à 15h35, Paris La Défense Arena | 7 août à 15h35, Paris La Défense Arena |                                         |                                         | 9 août à , Paris La Défense Arena | 9 août à , Paris La Défense Arena |   |  | 11 août à 14h00, Paris La Défense Arena | 11 août à 14h00, Paris La Défense Arena |
|  | [A1] Grèce                             | 11                                     |                                         |                                         | 9 août à , Paris La Défense Arena | 9 août à , Paris La Défense Arena |   |  | 11 août à 14h00, Paris La Défense Arena | 11 août à 14h00, Paris La Défense Arena |
|  | [A1] Grèce                             | 11                                     |                                         |                                         | 9 août à , Paris La Défense Arena | 9 août à , Paris La Défense Arena |   |  | 11 août à 14h00, Paris La Défense Arena | 11 août à 14h00, Paris La Défense Arena |
|  | [B4] Serbie                            | 12                                     |                                         |                                         | 9 août à , Paris La Défense Arena | 9 août à , Paris La Défense Arena |   |  | 11 août à 14h00, Paris La Défense Arena | 11 août à 14h00, Paris La Défense Arena |
|  | [B4] Serbie                            | 12                                     | Serbie                                  | 10                                      |                                   |                                   |   |  | 11 août à 14h00, Paris La Défense Arena | 11 août à 14h00, Paris La Défense Arena |
|  | 7 août à 19h00, Paris La Défense Arena |                                        | Serbie                                  | 10                                      |                                   |                                   |   |  | 11 août à 14h00, Paris La Défense Arena | 11 août à 14h00, Paris La Défense Arena |
|  |                                        | États-Unis                             | 6                                       |                                         |                                   |                                   |   |  | 11 août à 14h00, Paris La Défense Arena | 11 août à 14h00, Paris La Défense Arena |
|  | [A3] États-Unis                        | États-Unis                             | 6                                       | 7 tab(4)                                |                                   |                                   |   |  | 11 août à 14h00, Paris La Défense Arena | 11 août à 14h00, Paris La Défense Arena |
|  | [A3] États-Unis                        |                                        |                                         | 7 tab(4)                                |                                   |                                   |   |  | 11 août à 14h00, Paris La Défense Arena | 11 août à 14h00, Paris La Défense Arena |
|  | [B2] Australie                         | 7                                      |                                         |                                         |                                   |                                   |   |  | 11 août à 14h00, Paris La Défense Arena | 11 août à 14h00, Paris La Défense Arena |
|  | [B2] Australie                         | 7                                      | Serbie                                  | 13                                      |                                   |                                   |   |  |                                         |                                         |
|  | 7 août à 20h35, Paris La Défense Arena |                                        | Serbie                                  | 13                                      |                                   |                                   |   |  |                                         |                                         |
|  |                                        | Croatie                                | 11                                      |                                         |                                   |                                   |   |  |                                         |                                         |
|  | [A2] Italie                            | Croatie                                | 11                                      | 9 (1)                                   |                                   |                                   |   |  |                                         |                                         |
|  | [A2] Italie                            | 9 août à , Paris La Défense Arena      |                                         | 9 (1)                                   |                                   |                                   |   |  |                                         |                                         |
|  | [B3] Hongrie                           | 9 tab(3)                               |                                         |                                         |                                   |                                   |   |  |                                         |                                         |
|  | [B3] Hongrie                           | 9 tab(3)                               | Hongrie                                 | 8                                       |                                   |                                   |   |  |                                         |                                         |
|  | 7 août à 14h00, Paris La Défense Arena | 7 août à 14h00, Paris La Défense Arena | Hongrie                                 | 8                                       | Match pour la 3e place            | Match pour la 3e place            |   |  |                                         |                                         |
|  | 7 août à 14h00, Paris La Défense Arena | 7 août à 14h00, Paris La Défense Arena |                                         | Croatie                                 | Match pour la 3e place            | Match pour la 3e place            | 9 |  |                                         |                                         |
|  | [A4] Croatie                           | 10                                     | 11 août à 09h00, Paris La Défense Arena | 11 août à 09h00, Paris La Défense Arena |                                   |                                   | 9 |  |                                         |                                         |
|  | [A4] Croatie                           | 10                                     | 11 août à 09h00, Paris La Défense Arena | 11 août à 09h00, Paris La Défense Arena |                                   |                                   |   |  |                                         |                                         |
|  | [B1] Espagne                           | 8                                      |                                         | États-Unis                              | 11                                |                                   |   |  |                                         |                                         |
|  | [B1] Espagne                           | 8                                      |                                         | États-Unis                              | 11                                |                                   |   |  |                                         |                                         |
|  |                                        |                                        |                                         |                                         |                                   |                                   |   |  | Hongrie                                 | 8                                       |
|  |                                        |                                        |                                         |                                         |                                   |                                   |   |  | Hongrie                                 | 8                                       |

### Quarts de finale
| 7 août              | Croatie           | 10 - 8               | Espagne           |                                                                                |                                                                                |
| 14 h 00 (UTC+02:00) | trois joueurs (2) | (2-0, 4-3, 2-2, 2-3) | trois joueurs (2) | Paris La Défense Arena, Nanterre Arbitrage : Boris Margeta Darren Spiritosanto | Paris La Défense Arena, Nanterre Arbitrage : Boris Margeta Darren Spiritosanto |
| 14 h 00 (UTC+02:00) | Rapport           |                      |                   | Paris La Défense Arena, Nanterre Arbitrage : Boris Margeta Darren Spiritosanto | Paris La Défense Arena, Nanterre Arbitrage : Boris Margeta Darren Spiritosanto |

| 7 août              | Grèce          | 11 - 12              | Serbie     |                                                                           |                                                                           |
| 14 h 00 (UTC+02:00) | Skoumpakis (3) | (3-3, 2-3, 4-2, 2-4) | Mandić (5) | Paris La Défense Arena, Nanterre Arbitrage : Andrej Franulović Frank Ohme | Paris La Défense Arena, Nanterre Arbitrage : Andrej Franulović Frank Ohme |
| 14 h 00 (UTC+02:00) | Rapport        |                      |            | Paris La Défense Arena, Nanterre Arbitrage : Andrej Franulović Frank Ohme | Paris La Défense Arena, Nanterre Arbitrage : Andrej Franulović Frank Ohme |

| 7 août              | États-Unis       | 7 - 7 4-3 t. a. b.   | Australie     |                                                                                 |                                                                                 |
| 19 h 00 (UTC+02:00) | Bowen, Daube (2) | (1-3, 2-2, 2-0, 2-2) | Pavillard (4) | Paris La Défense Arena, Nanterre Arbitrage : Rafaele Colombo Sébastien Dervieux | Paris La Défense Arena, Nanterre Arbitrage : Rafaele Colombo Sébastien Dervieux |
| 19 h 00 (UTC+02:00) | Rapport          |                      |               | Paris La Défense Arena, Nanterre Arbitrage : Rafaele Colombo Sébastien Dervieux | Paris La Défense Arena, Nanterre Arbitrage : Rafaele Colombo Sébastien Dervieux |
| 19 h 00 (UTC+02:00) | Tirs au but 4-3  |                      |               | Paris La Défense Arena, Nanterre Arbitrage : Rafaele Colombo Sébastien Dervieux | Paris La Défense Arena, Nanterre Arbitrage : Rafaele Colombo Sébastien Dervieux |

| 7 août              | Italie                   | 9 - 9 1-3 t. a. b.   | Hongrie      |                                                                                   |                                                                                   |
| 19 h 00 (UTC+02:00) | Di Fulvio, Echenique (3) | (2-3, 0-1, 5-2, 2-3) | Manhercz (4) | Paris La Défense Arena, Nanterre Arbitrage : Adrian Alexandrescu Veselin Mišković | Paris La Défense Arena, Nanterre Arbitrage : Adrian Alexandrescu Veselin Mišković |
| 19 h 00 (UTC+02:00) | Rapport                  |                      |              | Paris La Défense Arena, Nanterre Arbitrage : Adrian Alexandrescu Veselin Mišković | Paris La Défense Arena, Nanterre Arbitrage : Adrian Alexandrescu Veselin Mišković |
| 19 h 00 (UTC+02:00) | Tirs au but 1-3          |                      |              | Paris La Défense Arena, Nanterre Arbitrage : Adrian Alexandrescu Veselin Mišković | Paris La Défense Arena, Nanterre Arbitrage : Adrian Alexandrescu Veselin Mišković |

### Demi-finales
| 9 août              | Serbie      | 10 - 6               | États-Unis |                                  |                                  |
| 13 h 00 (UTC+02:00) | Dedović (4) | (2-2, 4-2, 2-2, 2-0) | Vavic (2)  | Paris La Défense Arena, Nanterre | Paris La Défense Arena, Nanterre |
| 13 h 00 (UTC+02:00) | Rapport     |                      |            | Paris La Défense Arena, Nanterre | Paris La Défense Arena, Nanterre |

| 9 août              | Hongrie           | 8 - 9                | Croatie     |                                  |                                  |
| 18 h 00 (UTC+02:00) | Jansik, Vámos (2) | (3-3, 2-4, 2-2, 1-0) | Fatović (5) | Paris La Défense Arena, Nanterre | Paris La Défense Arena, Nanterre |
| 18 h 00 (UTC+02:00) | Rapport           |                      |             | Paris La Défense Arena, Nanterre | Paris La Défense Arena, Nanterre |

### Match pour la médaille de bronze
| 11 août             | États-Unis  | 11 - 8               | Hongrie            |                                  |                                  |
| 09 h 00 (UTC+02:00) | Hallock (2) | (3-2, 1-1, 2-2, 2-3) | Varga, Zalánki (2) | Paris La Défense Arena, Nanterre | Paris La Défense Arena, Nanterre |
| 09 h 00 (UTC+02:00) | Rapport     |                      |                    | Paris La Défense Arena, Nanterre | Paris La Défense Arena, Nanterre |

### Finale
| 11 août             | Serbie  | 13 - 11              | Croatie            |                                  |                                  |
| 14 h 00 (UTC+02:00) | Ćuk (3) | (5-2, 3-3, 3-3, 2-3) | Marinić Kragić (3) | Paris La Défense Arena, Nanterre | Paris La Défense Arena, Nanterre |
| 14 h 00 (UTC+02:00) | Rapport |                      |                    | Paris La Défense Arena, Nanterre | Paris La Défense Arena, Nanterre |

## Matchs de classement
|  | Demi-finales de classement                | Demi-finales de classement               |          |    | 5e place                                  | 5e place                                  |
|  | Demi-finales de classement                | Demi-finales de classement               |          |    | 5e place                                  | 5e place                                  |
|  |                                           |                                          |          |    |                                           |                                           |
|  | 9 août à 13 h 00, Paris La Défense Arena  | 9 août à 13 h 00, Paris La Défense Arena |          |    | 11 août à 09 h 00, Paris La Défense Arena | 11 août à 09 h 00, Paris La Défense Arena |
|  | 9 août à 13 h 00, Paris La Défense Arena  | 9 août à 13 h 00, Paris La Défense Arena |          |    | 11 août à 09 h 00, Paris La Défense Arena | 11 août à 09 h 00, Paris La Défense Arena |
|  | Italie                                    | 9                                        |          |    | 11 août à 09 h 00, Paris La Défense Arena | 11 août à 09 h 00, Paris La Défense Arena |
|  | Italie                                    | 9                                        |          |    | 11 août à 09 h 00, Paris La Défense Arena | 11 août à 09 h 00, Paris La Défense Arena |
|  | Espagne                                   | 11                                       |          |    | 11 août à 09 h 00, Paris La Défense Arena | 11 août à 09 h 00, Paris La Défense Arena |
|  | Espagne                                   | 11                                       | Espagne  | 13 |                                           |                                           |
|  | 9 août à 18 h 00, Paris La Défense Arena  |                                          | Espagne  | 13 |                                           |                                           |
|  |                                           | Grèce                                    | 15       |    |                                           |                                           |
|  | Grèce                                     | Grèce                                    | 15       | 15 |                                           |                                           |
|  | Grèce                                     |                                          |          | 15 |                                           |                                           |
|  | Australie                                 | 9                                        |          |    |                                           |                                           |
|  | Australie                                 | 9                                        | 7e place |    |                                           |                                           |
|  |                                           |                                          |          |    |                                           |                                           |
|  | 10 août à 14 h 00, Paris La Défense Arena |                                          |          |    |                                           |                                           |
|  |                                           |                                          |          |    |                                           |                                           |
|  | Australie                                 | 6                                        |          |    |                                           |                                           |
|  | Australie                                 | 6                                        |          |    |                                           |                                           |
|  | Italie                                    | 10                                       |          |    |                                           |                                           |
|  | Italie                                    | 10                                       |          |    |                                           |                                           |

### Demi-finales de classement
| 9 août              | Italie                       | 9 - 11               | Espagne                            |                                                                               |                                                                               |
| 13 h 00 (UTC+02:00) | Echenique, Iocchi Gratta (2) | (0-4, 3-2, 3-3, 3-2) | Perrone Rocha, Granados Ortega (3) | Paris La Défense Arena, Nanterre Arbitrage : Michiel Zwart Sébastien Dervieux | Paris La Défense Arena, Nanterre Arbitrage : Michiel Zwart Sébastien Dervieux |
| 13 h 00 (UTC+02:00) | Rapport                      |                      |                                    | Paris La Défense Arena, Nanterre Arbitrage : Michiel Zwart Sébastien Dervieux | Paris La Défense Arena, Nanterre Arbitrage : Michiel Zwart Sébastien Dervieux |

| 9 août              | Grèce       | 15 - 9               | Australie         |                                                                             |                                                                             |
| 18 h 00 (UTC+02:00) | Kakaris (4) | (3-1, 2-2, 5-3, 5-3) | trois joueurs (2) | Paris La Défense Arena, Nanterre Arbitrage : Tamás Kovács Andrej Franulović | Paris La Défense Arena, Nanterre Arbitrage : Tamás Kovács Andrej Franulović |
| 18 h 00 (UTC+02:00) | Rapport     |                      |                   | Paris La Défense Arena, Nanterre Arbitrage : Tamás Kovács Andrej Franulović | Paris La Défense Arena, Nanterre Arbitrage : Tamás Kovács Andrej Franulović |

### Match pour la septième place
| 10 août             | Australie      | 6 - 10               | Italie            |                                                                           |                                                                           |
| 14 h 00 (UTC+02:00) | Maksimovic (2) | (1-2, 1-3, 2-4, 2-1) | Iocchi Gratta (3) | Paris La Défense Arena, Nanterre Arbitrage : David Gomez Chisato Kurosaki | Paris La Défense Arena, Nanterre Arbitrage : David Gomez Chisato Kurosaki |

### Match pour la cinquième place
| 11 août             | Espagne                      | 13 - 15              | Grèce             |                                  |                                  |
| 09 h 00 (UTC+02:00) | Sanahuja, Bustos Sanchez (3) | (2-2, 4-6, 1-4, 6-3) | trois joueurs (3) | Paris La Défense Arena, Nanterre | Paris La Défense Arena, Nanterre |

## Classement final
| Rang | Équipe     | J | V | VTAB | DTAB | D | Bp  | Bc | Diff |
| ---- | ---------- | - | - | ---- | ---- | - | --- | -- | ---- |
| 1    | Serbie     | 8 | 5 | 0    | 0    | 3 | 93  | 91 | +2   |
| 2    | Croatie    | 8 | 5 | 0    | 0    | 3 | 88  | 86 | +2   |
| 3    | États-Unis | 8 | 5 | 2    | 0    | 3 | 87  | 79 | +8   |
| 4    | Hongrie    | 8 | 4 | 1    | 1    | 4 | 90  | 84 | +6   |
| 5    | Grèce      | 8 | 6 | 1    | 0    | 2 | 107 | 90 | +17  |
| 6    | Espagne    | 8 | 6 | 0    | 0    | 2 | 99  | 73 | +26  |
| 7    | Italie     | 8 | 5 | 1    | 1    | 3 | 92  | 73 | +19  |
| 8    | Australie  | 8 | 3 | 0    | 1    | 5 | 69  | 73 | -4   |
| 9    | Monténégro | 5 | 1 | 0    | 2    | 2 | 45  | 50 | -5   |
| 10   | France     | 5 | 1 | 0    | 0    | 4 | 50  | 60 | -10  |
| 11   | Japon      | 5 | 1 | 0    | 0    | 4 | 60  | 83 | -23  |
| 12   | Roumanie   | 5 | 0 | 0    | 0    | 5 | 37  | 67 | -30  |